# پیکسلا کورپوریشن
ابرشرکت پیکسلا، (انگلیسی: Pixela Corporation) ابرشرکت فناوری اطلاعات ژاپنی است، که در سال ۱۹۸۲ تأسیس شد.